# Siège de la Grande Assemblée nationale de Turquie
Le siège de la Grande Assemblée nationale de Turquie (en turc : Türkiye Büyük Millet Meclisi Binası) est le complexe parlementaire utilisé pour accueillir le siège du parlement de la Turquie. Il est situé dans la capitale Ankara.
Il est l'œuvre de l'architecte autrichien Clemens Holzmeister et est conçu comme un symbole des idéaux de la Turquie. Après le retour de Holzmeister dans son pays en 1948, la construction est achevée par son assistant Ziya Payzın (tr) en 1960 et l'édifice est mise en fonction en janvier 1961,.
Le siège est situé sur un terrain de 475 521 mètres carrés. Le bâtiment principal occupe un espace est de 19 372 mètres carrés ; son volume total en termes d'espaces intérieurs utiles est de 56 775 mètres carrés.

## Histoire
De par la loi promulguée le 11 janvier 1937, la Grande Assemblée nationale turque décide d'organiser un concours pour la construction d'un nouveau bâtiment pour le parlement reflétant « l'existence de la République de Turquie, conformément aux caractéristiques architecturales du XXe siècle et sous la forme d'un monument. ». Quatorze projets participent au concours organisé en 1938 et le jury sélectionne trois projets digne du premier prix. La décision finale est de réaliser le projet de Clemens Holzmeister, également apprécié par Atatürk.
La construction du bâtiment débute le 26 octobre 1939, avec les fondations posées par le président de la Grande Assemblée nationale, Mustafa Abdülhalik Renda. La construction est suspendue en 1941 en raison des difficultés financières survenues avec le début de la Seconde Guerre mondiale. La première partie achevée du nouveau siège, dont la construction s'est poursuivie par intervalles, est utilisée pendant un certain temps par le bataillon de la garde du parlement. La deuxième partie de l'édifice achevé plus tard est tout d'abord affecté aux services d'impression et de santé puis est utilisé pour l'usage de l'Université technique du Moyen-Orient. Cette section du bâtiment est démoli en 2010 et laisse place au nouveau bâtiment des relations publiques de la Grande Assemblée nationale.
Ziya Payzın (tr), devenu étudiant et assistant de Clemens Holzmeister après son retour dans son pays, réalise personnellement les travaux de construction en tant que représentant de Holzmeister. La réunion du Conseil des ministres du Pacte de Bagdad en décembre 1957 qui se tient à Ankara est un tournant pour le nouvel édifice dont la construction progresse lentement. Le lieu est préparé pour la réunion qui prend place dans le nouveau siège de la Grande Assemblée nationale. Après cette réunion, la construction des bâtiments du Premier ministère et du ministère des Affaires étrangères est abandonnée et la construction du siège de la Grande Assemblée nationale est accélérée.
Le nouvel édifice est entré en service le 6 janvier 1961 pour abriter l'assemblée constituante. Toutes les sections du bâtiment sont alloués à l'usage parlementaire. La Grande Assemblée nationale turque occupe son siège depuis 1961. Les anciens édifices parlementaires servent désormais de musées.
Le siège de la Grande Assemblée nationale de Turquie est au départ conçu pour un parlement bicaméral à la date de son ouverture. Il est réorganisé en 1982 pour n'accueillir qu'une unique chambre.

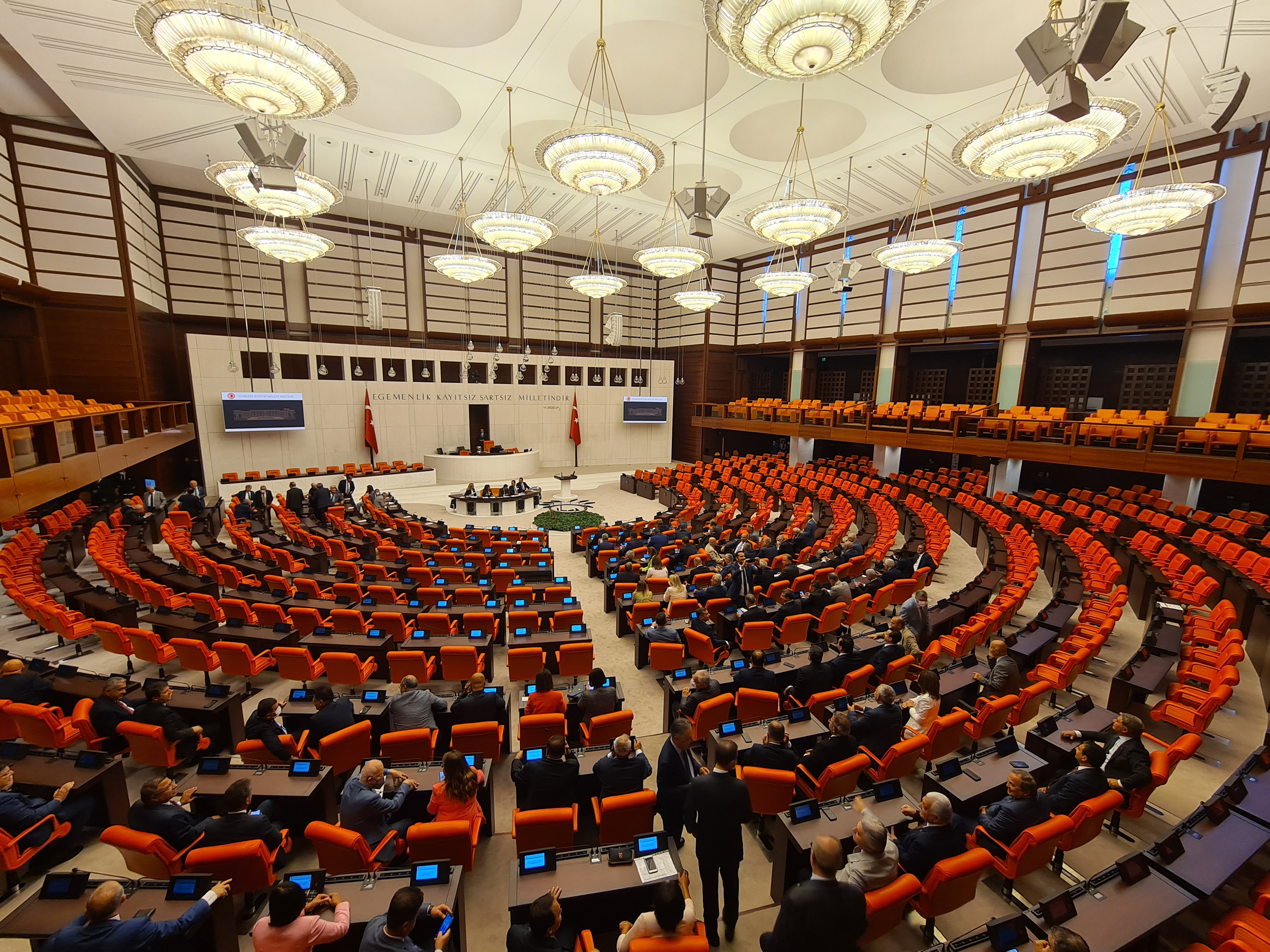
Salle plénière réaménagée de la Grande Assemblée nationale.

La salle plénière du bâtiment est réaménagée selon le projet d'İlhami Ural et Adnan Ural, qui remportent la premier prix du concours ouvert en 1995. Dans ce projet, au lieu d'un hémicycle en salle de classe, les députés sont placés dans des sous-groupes de deux et un hémicycle circulaire comme dans les villes européennes est mise en place.

## Caractéristiques architecturales
Le siège de la Grande Assemblée nationale est conçu d'une manière digne, solide et durable afin qu'il symbolise la puissance de la république de Turquie. Il s'agit d'une structure de cinq étages en béton armé. Un travertin de couleur beige est utilisé comme matériau de revêtement à l'extérieur du bâtiment, et trente types de marbre local, de tuiles, de bronze et divers types de bois sont utilisés à l'intérieur.
La longueur de la façade avant est de 248 mètres. On trouve deux ailes s'étendant sur les  côtés en deux rangées parallèles entre elles sur la façade avant et des ponts reliant ces ailes. L'entrée d'honneur monumentale dans la zone central de la façade avant du bâtiment principal avec les portes d'entrée 1 et 2 et les portes d'entrée numérotées 3 et 4 sur la façade arrière.
Depuis l'entrée d'honneur, la salle d'honneur à l'intérieur est accessible par cinq grandes portes en bronze. De là, on pénètre dans la salle de marbre et les galeries à colonnes avec deux jardins intérieurs. C'est au milieu de l'espace entouré de ces galeries, qui se situent les espaces de réception des députés ainsi que la salle des séances de la Grande Assemblée nationale.
Dans le siège, outre la salle plénière de la Grande Assemblée nationale, on retrouve trois grandes salles de réunion pour 176, 415 et 700 personnes réservées aux groupes de partis politiques, ainsi que 44 salons et 352 petites et grandes salles de réunion. Dans l'une des deux sections de l'aile, se trouve le bureau du président de la Grande Assemblée nationale de Turquie, les bureaux de travail et les chambres des membres du Conseil de la présidence. À l'autre extrémité, se trouve la salle de cérémonie de la Grande Assemblée nationale de Turquie, qui se compose de trois grandes salles les unes à l'intérieur des autres.